# The Ooze
The Ooze (яп. ジ・ウーズ, «Слизь») — видеоигра в жанре Action, разработанная студией Sega Technical Institute и изданная компанией Sega эксклюзивно для игровой приставки Sega Mega Drive/Genesis в 1995 году. В 2002 году игра была переиздана для сборника Sonic Mega Collection на территории Японии, а в 2004 году — для сборника Sonic Mega Collection Plus.

## Игровой процесс

Начало первого уровня игры

The Ooze представляет собой action с элементами головоломки-лабиринта с видом с птичьего полёта, своего рода косоугольной проекцией, как это сделано во многих первых ролевых играх, вроде The Legend of Zelda: A Link to the Past или Final Fantasy I—VI. Игрок, управляя превращённым в жидкого монстра доктором Кейном, должен пройти пять уровней игры, каждый из которых представляет собой наполненный врагами и смертоносными препятствиями лабиринт, и разделён на три этапа, каждый третий из которых — встреча с главным противником уровня. Игровые локации оформлены в соответствии с духом игры: токсичные свалки, секретные лаборатории и т. п. Чтобы пройти очередной этап, надо найти выход из него, причём, чтобы открыть выход, придётся для начала порыскать по лабиринту уровня в поисках необходимых выключателей, чему активно мешают многочисленные враги (мутировавшие улитки и кроты, охранные роботы, вооружённые лазерами и т. п.) и препятствия (вырывающиеся из под земли языки пламени, кислотные лужи, мины и т. п.).
Для противостояния врагам доктор Кейн может использовать два вида атаки: первый — удар своего рода ложноножкой, резко вытягивающейся в указанном направлении частью самого себя и второй — плевок небольшой частью собственного тела. Дальность действия первой атаки зависит от размера Кейна-монстра, вторая атака каждый раз уменьшает размер доктора. Для увеличения своего объёма Кейн может поглощать сгустки зелёной жидкости, остающейся от поверженных врагов, или собирать специальные бонусные предметы, спрятанные по локациям. Каждая пропущенная атака врага наоборот уменьшает размер героя, причём, если простой удар противника уменьшит размер совсем немного, то лазерный луч способен «отжечь» сразу большую часть тела. Кроме того, при попадании в голову Кейна, смерть наступает мгновенно, независимо от его размера.
Хотя для прохождения игры достаточно пройти все этапы, для получения идеального результата необходимо собирать спрятанные по уровням особые значки, символизирующие молекулы ДНК. На каждом этапе, кроме того, где игрок сражается с главным противником — боссом уровня, находится пять таких символов. В случае, если игроку удастся пройти игру и отыскать их все, доктор Кейн не только расправится с корпорацией и её злобным директором, но и сможет вернуть себе прежнее, человеческое тело.

## Сюжет
Главный герой игры — доктор Кейн, работающий исследователем в крупной химической корпорации. Один день ему было нечем заняться и он, копаясь во внутренней сети компании, натолкнулся на отчёт о готовящемся в секретных лабораториях корпорации гибриде вируса чумы. Как становилось ясно из отчёта, глава корпорации решил заразить необычайно сильным вирусом мировые источники питьевой воды и, спекулируя на известном ему одному противоядии, заработать миллиарды. Но не успел доктор Кейн как следует осмыслить прочитанное, как в его кабинет ворвался со своими телохранителями разгневанный директор корпорации, каким-то образом узнавший о случившимся. Решив избавиться от лишнего свидетеля, директор вколол Кейну вирус чумы, после чего приказал своим людям сбросить несчастного доктора в чан с мерзкой зелёной жидкостью — судя по всему, тем самым вирусом. Однако, по какой-то неизвестной причине, вирус не убил героя, превратив его вместо этого в монстра — сгусток такой же густой зелёной жидкости, какая была в чане, с уродливой зелёной головой посередине. Теперь единственное, чего хочет Кейн — отомстить коварному директору и остановить планы корпорации по заражению мира чумой.

## Разработка и выход игры
В создании The Ooze приняло участие много дизайнеров, композиторов и программистов, известных по другим играм. Концепт игры был разработан Дэйвом Саннером (англ. Dave Sanner), который выступил также программистом, дизайнером и руководителем работы над The Ooze. Композитором игры является Говард Дроссин.
Выход игры состоялся 22 сентября 1995 года в Японии, США и Европе. В Австралии игра вышла в 1996 году.

## Оценки и мнения
Хотя среди полученных The Ooze отзывов были весьма высокие, в большинстве рецензий игра получила посредственные оценки. Во многих рецензиях критично говорилось о графическом оформлении игры и положительно о созданном Говардом Дроссином музыкальном сопровождении. По версии сайта MobyGames, средняя оценка игре составляет 58 балла из 100.

### Рецензии
Game Informer поставил игре общую оценку 6,75 балла из десяти, заявив: «The Ooze — это игра, не похожая ни на одну другую, с уникальным управлением и сюжетной линией». 
Коммерческая информационная база данных компьютерных игр для различных платформ Allgame поставила игре 4 звёздочки из пяти, в том числе: 2/5 графике, 3,5/5 фактору повторного прохождения (англ. Replay Value), 4/5 качеству сопроводительной документации и 4,5/5 музыкальному оформлению и звуку. По мнению Allgame в The Ooze нет ничего такого, чем можно было бы похвастаться, однако игра достаточно оригинальна и способна завлечь на дольшее время, чем предполагаешь сначала. Музыка в игре, по мнению сайта, близка к идеалу.
Англоязычный веб-сайт The Video Game Critic, обозреватель консольных игр, поставил игре оценку C- (по шкале от F- до A+). Управление было названо неудобным, а сама игра скучной и быстро надоедающей, к тому же, в минус игре было поставлено отсутствие системы пароля, из-за чего игру после каждого отключения приставки приходится начинать заново. Как и во многих других отзывах, высокой оценки удостоилась музыка игры.
Другой англоязычный сайт — Game Players, оценил игру в 64 балла из 100. «Конечно, The Ooze далеко не самая лучшая игра на Sega Mega Drive», говорится в рецензии сайта, «но достаточно оригинальная, чтобы обратить на неё внимание».
Низкую оценку — 39 баллов из 100, игра получила в рецензии сентябрьского номера американского журнала Electronic Gaming Monthly за 1995 год. По мнению рецензента журнала, несмотря на неплохую, оригинальную идею, игра получилась очень неудачной. Графика, управление, геймплей и даже музыка и звук были названы неподобающими 16-битному поколению видеоигр.
На посвящённом каталогизации компьютерных игр веб-сайте MobyGames игре поставлена оценка 3,8/5, а на популярном интернет-портале GameFAQs The Ooze получила оценку 6,1 от посетителей портала и 7,5 от рецензентов.